# Chris D'Elia
Christopher William D'Elia (Montclair, Nueva Jersey, 29 de marzo de 1980) es un comediante, actor, escritor y presentador de podcast estadounidense. Es conocido por interpretar a Alex Miller en la comedia de la NBC Whitney, a Danny Burton en la comedia de la NBC Undateable y a Kenny en la serie de televisión ABC The Good Doctor. Hace el rol de Henderson en la serie de suspense de Netflix You.

## Primeros años
Nació en 1980, hijo del productor y director de televisión Bill D'Elia, y de la decoradora de interiores Ellie D'Elia (de nacimiento Dombroski). Tiene un hermano menor, el cineasta/actor Matt D'Elia. Su padre es italiano. Su madre es de ascendencia polaca e italiana.
Nació y creció en Montclair, Nueva Jersey, hasta los doce años, cuando su familia se mudó a Los Ángeles, California. Se graduó de la secundaria en La Cañada en 1998.

## Carrera
Comenzó a actuar en la escuela secundaria y tuvo algunos papeles protagonistas invitados en Chicago Hope. 
Asistió a la Universidad de Nueva York y estudió actuación, pero abandonó después de un año, porque no le gustaba la universidad. Luego apareció en una película que fue directamente a DVD. Durante su inactividad como actor, comenzó a escribir guiones. Cuando tenía 25 años decidió hacer una comedia de stand up que siempre había querido hacer.
D'Elia ha hecho comedia de stand up desde 2006. Se considera un comediante que actúa. Ha aparecido en Comedy Central en Live at Gotham, Comedy Central Presents, y Showtime Live Nude Comedy. Fue presentado a un público más amplio como un habitual en la serie Glory Daze, que se emitió durante una temporada en TBS, interpretando a "The Oracle", William Stankowski. Originalmente solo fue elegido para el piloto, pero se hizo una serie regular.  
Coprotagonizó la serie de comedia de la NBC Whitney junto Whitney Cummings, durante dos temporadas.
D'Elia fue uno de los tres presentadores del Ten Minute Podcast  (de 2012 a 2015), junto con Bryan Callen y Will Sasso. Desde febrero de 2017, ha presentado el podcast semanal Congratulations with Chris D'Elia, que se ha posicionado en los 20 mejores podcasts de comedia en varios países. [cita requerida]   Los oyentes del podcast a menudo se denominan 'bebés'. Ha influenciado fuertemente otros podcasts con su estilo, incluido The Fighter and the Kid, presentado por su amigo Bryan Callen y el exluchador de MMA convertido en E! anfitrión Brendan Schaub.
Ganó más de 2 millones de seguidores en Vine. 
En enero de 2013, D'Elia lanzó como MC "Chank Smith" su álbum debut de parodia rap llamado Such Is Life (producido por Mr. Green).
El 6 de diciembre de 2013, el primer especial de stand-up de una hora de D'Elia, White Male Black Comic, se emitió en Comedy Central. Ha tenido tres especiales de comedia posteriores: Incorrigible (2015), Man On Fire (2017) y Follow the Leader (2018), todos los cuales se transmitieron en Netflix . Los cuatro fueron dirigidos de manera similar por su padre.
Obuvo el papel principal en la comedia de la NBC 2014-2016 Undateable como Danny Burton, un mujeriego cuyos amigos son todos de una manera u otra 'undateable'. El show fue producido por Bill Lawrence y es una comedia de situación con varias cámaras y una audiencia en vivo. El espectáculo a menudo incorporaba improvisación. El elenco incluye cómicos de stand up que fueron buenos amigos antes del espectáculo. En 2015, Bill Lawrence y los cómicos del elenco (D'Elia, Brent Morin, Ron Funches y Rick Glassman) realizaron una serie de espectáculos en su gira para promocionar el espectáculo.
En 2016, D'Elia encabezó el show del Leafly 420 Comedy Tour en Chicago con el presentador Ron Funches.
En marzo de 2019, se anunció que había sido elegido para el papel recurrente de Henderson en la segunda temporada de la serie de suspense de Netflix You.
En un episodio de abril de 2018 de su podcast Congratulations, D'Elia imitó al rapero Eminem y se burló de los fanes de mediana edad de Eminem, a la vez que admitía que Eminem era "uno de los mejores raperos de todos los tiempos". La reacción positiva a la imitación llevó a D'Elia a imitar el rap de Eminem nuevamente en vídeos que publicó en internet en septiembre de 2018 (en su automóvil) y enero de 2019 (en su garaje).  
En febrero de 2019, Eminem publicó el video del garaje en su cuenta de Twitter, escribiendo: "¡Esto es INCREÍBLE! Por un segundo ¡realmente pensé que era YO!". El sencillo de mayo de 2019 "Homicide" de Logic con Eminem luego incluyó un clip de audio del vídeo del coche al final de la canción. D'Elia dijo que fue un "gran honor" ser incluido en la canción y que no pidió ninguna regalía.
Tuvo un papel importante en el videoclip de la canción, lanzado en junio de 2019, que hizo que cada parte del rapero fuera interpretada/sincronizada por los labios por otra persona: la parte de Logic fue interpretada por el actor Chauncey Leopardi (en referencia a un meme humorístico de internet que decía que los dos eran la misma persona), la parte de Eminem la hizo D'Elia, y la de D'Elia, Eminem, imitando la aparición de D'Elia en el vídeo del auto.

## Vida personal
D'Elia fue criado católico. [cita requerida]
En 2006, se casó con la actriz Emily Montague. Se divorciaron en 2010. [cita requerida]
A pesar de que sus personajes en Whitney (Alex Miller) y Undateable (Danny Burton) eran bebedores frecuentes, D'Elia nunca ha consumido drogas ilícitas o alcohol.
Vive en el área de Beachwood Canyon de Los Ángeles.

## Influencias
D'Elia ha citado a Jim Carrey, Bryan Callen, Eddie Murphy, y Mitzi Shore como las principales influencias en su carrera cómica. 

## Filmografía

### Películas
| Año  | Título                     | Papel        | Notas                      |
| ---- | -------------------------- | ------------ | -------------------------- |
| 2004 | Almost                     | Marc         |                            |
| 2005 | Bad Girls from Valley High | Gavin        |                            |
| 2005 | Crazylove                  | Jake         |                            |
| 2012 | Celeste and Jesse Forever  | Snow White   |                            |
| 2013 | Funny: The Documentary     | Él mismo     | Documental                 |
| 2015 | Flock of Dudes             | Adán         |                            |
| 2016 | XOXO                       | Neil         |                            |
| 2017 | Band Aid                   | Uber molesto |                            |
| 2017 | The Female Brain           | Charlie      |                            |
| 2017 | Little Evil                | Wayne        |                            |
| 2018 | Half Magic                 | Eduardo      |                            |
| 2019 | Life in a Year             | Phil         |                            |
| 2020 | Army of the Dead           | Martín       | Eliminado en posproducción |

### Televisión
| Año       | Título                  | Papel              | Notas                                              |
| --------- | ----------------------- | ------------------ | -------------------------------------------------- |
| 1996-1997 | Chicago Hope            | Luke Sarison       | Episodios: "Quiet Riot" y "Love on the Rocks"      |
| 2000      | Get Real                | Arrojar            | Episodios: "Elecciones" y "Absolución"             |
| 2004      | Boston Legal            | Kevin Quinlan      | Episodio: "Ojo por ojo"                            |
| 2005      | American Dreams         | Phil Toolin        | Episodio: "California Dreamin '" Episodio:         |
| 2005      | Monk                    | Cal Gefsky         | Episodio: "El señor Monk se emborracha"            |
| 2010-2011 | Glory Daze              | Bill Stankowski    | Rol principal                                      |
| 2011      | Workaholics             | Topher             | Episodio: "Al amigo un depredador"                 |
| 2011-2013 | Whitney                 | Alex Miller        | Rol principal                                      |
| 2012      | Sullivan & Son          | Ryan Capps         | Episodio: "El quinto mosquetero"                   |
| 2013      | White Male. Black Comic | Él mismo           | Especial de television                             |
| 2013-2016 | Sanjay and Craig        | Remington Tufflips | Voz; rol recurrente                                |
| 2014      | Jennifer Falls          | Adán               | rol recurrente                                     |
| 2014-2016 | Undateable              | Danny Burton       | Rol principal                                      |
| 2015      | Incorrigible            | Él mismo           | Especial de television                             |
| 2016      | Rush Hour               | compañero          | Episodio: "Bienvenido de nuevo, Carter"            |
| 2016      | Typical Rick            | Lukee Sado         | Episodios: "Schmooze You Lose" y "Unbroken Family" |
| 2016      | Lip Sync Battle         | Él mismo           | Episodio: "Brent Morin vs. Chris D'Elia "          |
| 2017      | The Great Indoors       | Aaron Wolf         | Episodio: "Aaron Wolf"                             |
| 2017      | Man On Fire             | Él mismo           | Especial de television                             |
| 2017-2018 | The Good Doctor         | Kenny              | Papel recurrente (primera temporada)               |
| 2018      | Alone Together          | Decano             | Rol recurrente                                     |
| 2019      | Comedians of the World  | Él mismo           | Episodio: "Chris D'Elia"                           |
| 2019      | Huge in France          | Él mismo           | Rol recurrente                                     |
| 2019      | You                     | Henderson          | Papel recurrente (segunda temporada)               |

### Web
| Año             | Título                                 | Papel    | Notas   |
| --------------- | -------------------------------------- | -------- | ------- |
| 2012-2016       | Ten Minute Podcast                     | Él mismo | Podcast |
| 2014-2017       | The Joe Rogan Experience               | Él mismo | Podcast |
| 2016            | The Fighter and The Kid                | Él mismo | Podcast |
| 2018-2019       | H3 Podcast                             | Él mismo | Podcast |
| 2018            | Tigerbelly                             | Él mismo | Podcast |
| 2019            | Armchair Expert                        | Él mismo | Podcast |
| 2017 – presente | Congratulations with Chris D'Elia      | Él mismo | Podcast |
| 2018-presente   | Este pasado fin de semana con Theo Von | Él mismo | Podcast |

## Discografía
Álbumes de comedia
| Título       | Detalles del álbum                                                                              |
| ------------ | ----------------------------------------------------------------------------------------------- |
| Such is Life | - Lanzamiento: 3 de febrero de 2013 - Formatos: CD, descarga digital. - Etiqueta: Independiente |